# Saires
Saires és un municipi francès situat al departament de la Viena i a la regió de la Nova Aquitània. L'any 2007 tenia 147 habitants.

## Demografia

### Població
El 2007 la població de fet de Saires era de 147 persones. Hi havia 64 famílies de les quals 20 eren unipersonals (8 homes vivint sols i 12 dones vivint soles), 16 parelles sense fills, 24 parelles amb fills i 4 famílies monoparentals amb fills.
La població ha evolucionat segons el següent gràfic:
Habitants censats

### Habitatges
El 2007 hi havia 95 habitatges, 67 eren l'habitatge principal de la família, 20 eren segones residències i 8 estaven desocupats. 92 eren cases i 3 eren apartaments. Dels 67 habitatges principals, 57 estaven ocupats pels seus propietaris, 6 estaven llogats i ocupats pels llogaters i 4 estaven cedits a títol gratuït; 10 tenien dues cambres, 7 en tenien tres, 23 en tenien quatre i 26 en tenien cinc o més. 45 habitatges disposaven pel capbaix d'una plaça de pàrquing. A 33 habitatges hi havia un automòbil i a 25 n'hi havia dos o més.

### Piràmide de població
La piràmide de població per edats i sexe el 2009 era:
| Homes | Edats   | Dones |
| ----- | ------- | ----- |
| 0     | 95 o +  | 0     |
| 0     | 90 a 94 | 0     |
| 4     | 85 a 89 | 4     |
| 0     | 80 a 84 | 0     |
| 4     | 75 a 79 | 4     |
| 0     | 70 a 74 | 0     |
| 4     | 65 a 69 | 4     |
| 8     | 60 a 64 | 8     |
| 0     | 55 a 59 | 0     |
| 8     | 50 a 54 | 0     |
| 12    | 45 a 49 | 0     |
| 4     | 40 a 44 | 12    |
| 12    | 35 a 39 | 4     |
| 0     | 30 a 34 | 4     |
| 4     | 25 a 29 | 8     |
| 0     | 20 a 24 | 0     |
| 4     | 15 a 19 | 4     |
| 0     | 10 a 14 | 16    |
| 8     | 5 a 9   | 0     |
| 4     | 0 a 4   | 4     |

## Economia
El 2007 la població en edat de treballar era de 81 persones, 60 eren actives i 21 eren inactives. De les 60 persones actives 54 estaven ocupades (31 homes i 23 dones) i 6 estaven aturades (2 homes i 4 dones). De les 21 persones inactives 10 estaven jubilades, 5 estaven estudiant i 6 estaven classificades com a «altres inactius».

### Ingressos
El 2009 a Saires hi havia 69 unitats fiscals que integraven 153 persones, la mediana anual d'ingressos fiscals per persona era de 15.470 €.

### Activitats econòmiques
Dels 5 establiments que hi havia el 2007, 1 era d'una empresa de fabricació d'altres productes industrials, 1 d'una empresa de construcció, 2 d'empreses immobiliàries i 1 d'una empresa de serveis.
L'únic servei als particulars que hi havia el 2009 era una agència immobiliària.
L'any 2000 a Saires hi havia 19 explotacions agrícoles que ocupaven un total de 1.212 hectàrees.

## Poblacions més properes
El següent diagrama mostra les poblacions més properes.